# Katzbachbahn
| |                                                                                            |                                             |                                             |
| Streckennummer (DB): | 9412 (Bruchsal–Odenheim Ost)                                                               |                                             |                                             |
| Kursbuchstrecke (DB): | 710.3                                                                                      |                                             |                                             |
| Kursbuchstrecke: | 318r (1946)                                                                                |                                             |                                             |
| Streckenlänge: | 26,7 km                                                                                    |                                             |                                             |
| Spurweite: | 1435 mm (Normalspur)                                                                       |                                             |                                             |
| Streckenklasse: | D4                                                                                         |                                             |                                             |
| Stromsystem: | 15 kV, 16,7 Hz ~                                                                           |                                             |                                             |
| Maximale Neigung: | 13,5 ‰                                                                                     |                                             |                                             |
| Minimaler Radius: | 155,19 m                                                                                   |                                             |                                             |
| Streckengeschwindigkeit: | 90 (Bruchsal–Ubstadt Ort) 80 (Ubstadt Ort–Odenheim für LNT) 50 (Ubstadt Ort–Odenheim) km/h |                                             |                                             |
| |                                                                                            |                                             |                                             |
| \| \| \| von Basel \| \| \| \| \| von Stuttgart \| \| \| \| 0,000 \| Bruchsal \| Bruchsal \| \| \| \| nach Rheinsheim \| \| \| \| \| nach Mannheim \| \| \| \| 0,814 \| Bruchsal Schloßgarten \| Bruchsal Schloßgarten \| \| \| 1,447 \| Bruchsal Stegwiesen \| Bruchsal Stegwiesen \| \| \| 2,200 \| Bruchsaler Kurve der SFS Mannheim–Stuttgart \| Bruchsaler Kurve der SFS Mannheim–Stuttgart \| \| \| 3,200 \| Ubstadt Ort Mülldeponie (Awanst) \| Ubstadt Ort Mülldeponie (Awanst) \| \| \| \| Anschluss Kreismülldeponie Bruchsal \| \| \| \| 3,500 \| Schnellfahrstrecke Mannheim–Stuttgart \| Schnellfahrstrecke Mannheim–Stuttgart \| \| \| \| Ubstadter Kurve der SFS Mannheim–Stuttgart \| \| \| \| 4,500 \| Ubstadt Ort \| Ubstadt Ort \| \| \| \| nach Menzingen (Baden) \| \| \| \| 5,200 \| Ubstadt Uhlandstraße \| Ubstadt Uhlandstraße \| \| \| 7,300 \| Stettfeld (Baden) \| Stettfeld (Baden) \| \| \| 9,300 \| Zeutern Sportplatz \| Zeutern Sportplatz \| \| \| 9,800 \| Zeutern \| Zeutern \| \| \| 11,700 \| Zeutern Ost \| Zeutern Ost \| \| \| 14,400 \| Odenheim West \| Odenheim West \| \| \| 15,200 \| Odenheim \| Odenheim \| \| \| 15,900 \| Odenheim Ost \| Odenheim Ost \| \| \| 19,600 \| Tiefenbach (Baden) \| Tiefenbach (Baden) \| \| \| 21,600 \| Eichelberg \| Eichelberg \| \| \| 21,800 \| Eichelberger Viadukt \| Eichelberger Viadukt \| \| \| 23,200 \| Elsenz \| Elsenz \| \| \| 26,500 \| Hilsbach \| Hilsbach \| \| \| \| \| \| \| Quellen: [1][2][3] \| \| \| \| |                                                                                            |                                             |                                             |
| Strecke |                                                                                            | von Basel                                   | von Basel                                   |
| Abzweig geradeaus und von rechts |                                                                                            | von Stuttgart                               | von Stuttgart                               |
| Bahnhof | 0,000                                                                                      | Bruchsal                                    | Bruchsal                                    |
| Abzweig geradeaus und nach links |                                                                                            | nach Rheinsheim                             | nach Rheinsheim                             |
| Abzweig geradeaus und nach links |                                                                                            | nach Mannheim                               | nach Mannheim                               |
| Haltepunkt / Haltestelle | 0,814                                                                                      | Bruchsal Schloßgarten                       | Bruchsal Schloßgarten                       |
| Haltepunkt / Haltestelle | 1,447                                                                                      | Bruchsal Stegwiesen                         | Bruchsal Stegwiesen                         |
| Kreuzung | 2,200                                                                                      | Bruchsaler Kurve der SFS Mannheim–Stuttgart | Bruchsaler Kurve der SFS Mannheim–Stuttgart |
| Blockstelle | 3,200                                                                                      | Ubstadt Ort Mülldeponie (Awanst)            | Ubstadt Ort Mülldeponie (Awanst)            |
| Abzweig geradeaus und nach rechts |                                                                                            | Anschluss Kreismülldeponie Bruchsal         | Anschluss Kreismülldeponie Bruchsal         |
| Kreuzung geradeaus unten | 3,500                                                                                      | Schnellfahrstrecke Mannheim–Stuttgart       | Schnellfahrstrecke Mannheim–Stuttgart       |
| Kreuzung geradeaus unten |                                                                                            | Ubstadter Kurve der SFS Mannheim–Stuttgart  | Ubstadter Kurve der SFS Mannheim–Stuttgart  |
| Bahnhof | 4,500                                                                                      | Ubstadt Ort                                 | Ubstadt Ort                                 |
| Abzweig geradeaus und nach rechts |                                                                                            | nach Menzingen (Baden)                      | nach Menzingen (Baden)                      |
| Haltepunkt / Haltestelle | 5,200                                                                                      | Ubstadt Uhlandstraße                        | Ubstadt Uhlandstraße                        |
| Bahnhof | 7,300                                                                                      | Stettfeld (Baden)                           | Stettfeld (Baden)                           |
| Haltepunkt / Haltestelle | 9,300                                                                                      | Zeutern Sportplatz                          | Zeutern Sportplatz                          |
| Bahnhof | 9,800                                                                                      | Zeutern                                     | Zeutern                                     |
| Haltepunkt / Haltestelle | 11,700                                                                                     | Zeutern Ost                                 | Zeutern Ost                                 |
| Haltepunkt / Haltestelle | 14,400                                                                                     | Odenheim West                               | Odenheim West                               |
| Kopfbahnhof Strecke ab hier außer Betrieb | 15,200                                                                                     | Odenheim                                    | Odenheim                                    |
| Haltepunkt / Haltestelle (Strecke außer Betrieb) | 15,900                                                                                     | Odenheim Ost                                | Odenheim Ost                                |
| Bahnhof (Strecke außer Betrieb) | 19,600                                                                                     | Tiefenbach (Baden)                          | Tiefenbach (Baden)                          |
| Haltepunkt / Haltestelle (Strecke außer Betrieb) | 21,600                                                                                     | Eichelberg                                  | Eichelberg                                  |
| Brücke (Strecke außer Betrieb) | 21,800                                                                                     | Eichelberger Viadukt                        | Eichelberger Viadukt                        |
| Bahnhof (Strecke außer Betrieb) | 23,200                                                                                     | Elsenz                                      | Elsenz                                      |
| Kopfbahnhof Streckenende (Strecke außer Betrieb) | 26,500                                                                                     | Hilsbach                                    | Hilsbach                                    |
| |                                                                                            |                                             |                                             |
| Quellen: |                                                                                            |                                             |                                             |

Die Katzbachbahn ist eine 1896 eröffnete Nebenbahn von Bruchsal nach Odenheim, die 1900 bis nach Hilsbach verlängert wurde. Im Jahre 1960 wurde der Verkehr zwischen Tiefenbach und Hilsbach eingestellt, 1975 der Abschnitt zwischen Odenheim Ost und Tiefenbach und 1986 das 600 Meter lange Teilstück Odenheim Bahnhof–Odenheim Ost. Seit 1994 wird die Strecke von der Albtal-Verkehrs-Gesellschaft (AVG) betrieben, die sie 1998 elektrifizierte und in das Netz der Stadtbahn Karlsruhe integrierte. Im Volksmund wurde sie früher Entenköpfer genannt.
Die Strecke folgt von Stettfeld bis Odenheim dem namensgebenden Katzbach. Zusammen mit der im Bahnhof Ubstadt Ort abzweigenden Kraichtalbahn nach Menzingen bildet sie seit ihrer Eröffnung eine betriebliche Einheit.

## Topografie

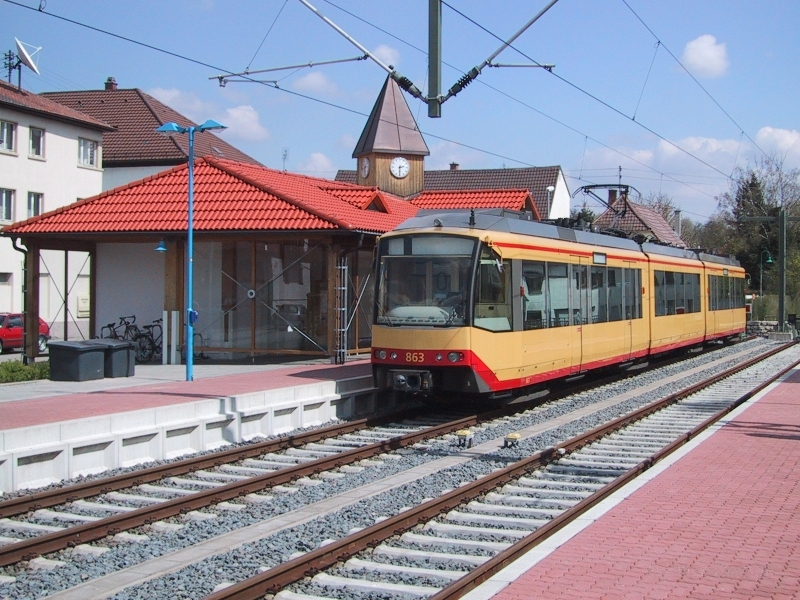
Stadtbahnwagen der S31 im Bahnhof Odenheim

### Streckenverlauf
Nach dem Bahnhof Bruchsal verläuft die Katzbachbahn eingleisig parallel zur Bahnstrecke Mannheim–Basel mit den Bedarfshalten Bruchsal Schloßgarten und Bruchsal Stegwiesen, ehe sie rechts nach Ubstadt Ort schwenkt, wo die Kraichtalbahn abzweigt. Die Katzbachbahn führt geradeaus weiter zum Haltepunkt Ubstadt Uhlandstraße, biegt anschließend ab, und folgt bis kurz vor Stettfeld dem Kraichbach, ab Stettfeld dann dem Katzbach und passiert die hügelige Landschaft des Kraichgau. Nachdem sie Zeutern durchquert hat, erreicht sie den heutigen Endpunkt Odenheim.
Während der noch heute betriebene Streckenabschnitt zwei Flusstälern folgt, waren die topografischen Verhältnisse im stillgelegten Abschnitt bis Hilsbach deutlich schwieriger, weshalb er auch erst später gebaut wurde.
Die Orte entlang der Bahnstrecke von Bruchsal bis Odenheim hatten vor der baden-württembergischen Verwaltungsreform zum Landkreis Bruchsal gehört, wogegen die übrigen Kommunen (Tiefenbach, Eichelberg, Elsenz und Hilsbach) Teil des Landkreises Sinsheim waren. Auch aus diesem Grund, sowie wegen der nie zustande gekommenen Durchbindung bis nach Sinsheim (siehe Geschichte), blieb die Nachfrage auf dem hinteren Streckenteil eher gering, was letztendlich zu dessen Stilllegung führte.
Seit der Verwaltungsreform sieht sowohl die Gemeinde- als auch die Kreiszugehörigkeit der Orte entlang der Strecke etwas komplizierter aus: Von Ubstadt bis Zeutern verläuft die Katzbachbahn innerhalb der Gemeinde Ubstadt-Weiher; Odenheim, Tiefenbach und Eichelberg sind heute Stadtteile von Östringen, Elsenz gehört nun zu Eppingen und Hilsbach zu Sinsheim. Somit werden entlang der historischen Katzbachbahn drei Landkreise tangiert: Der Landkreis Karlsruhe von Bruchsal bis Eichelberg, der Landkreis Heilbronn innerhalb von Elsenz und der frühere Streckenendpunkt Hilsbach als Teil des Rhein-Neckar-Kreises.

### Spuren des stillgelegten Abschnitts Odenheim–Hilsbach

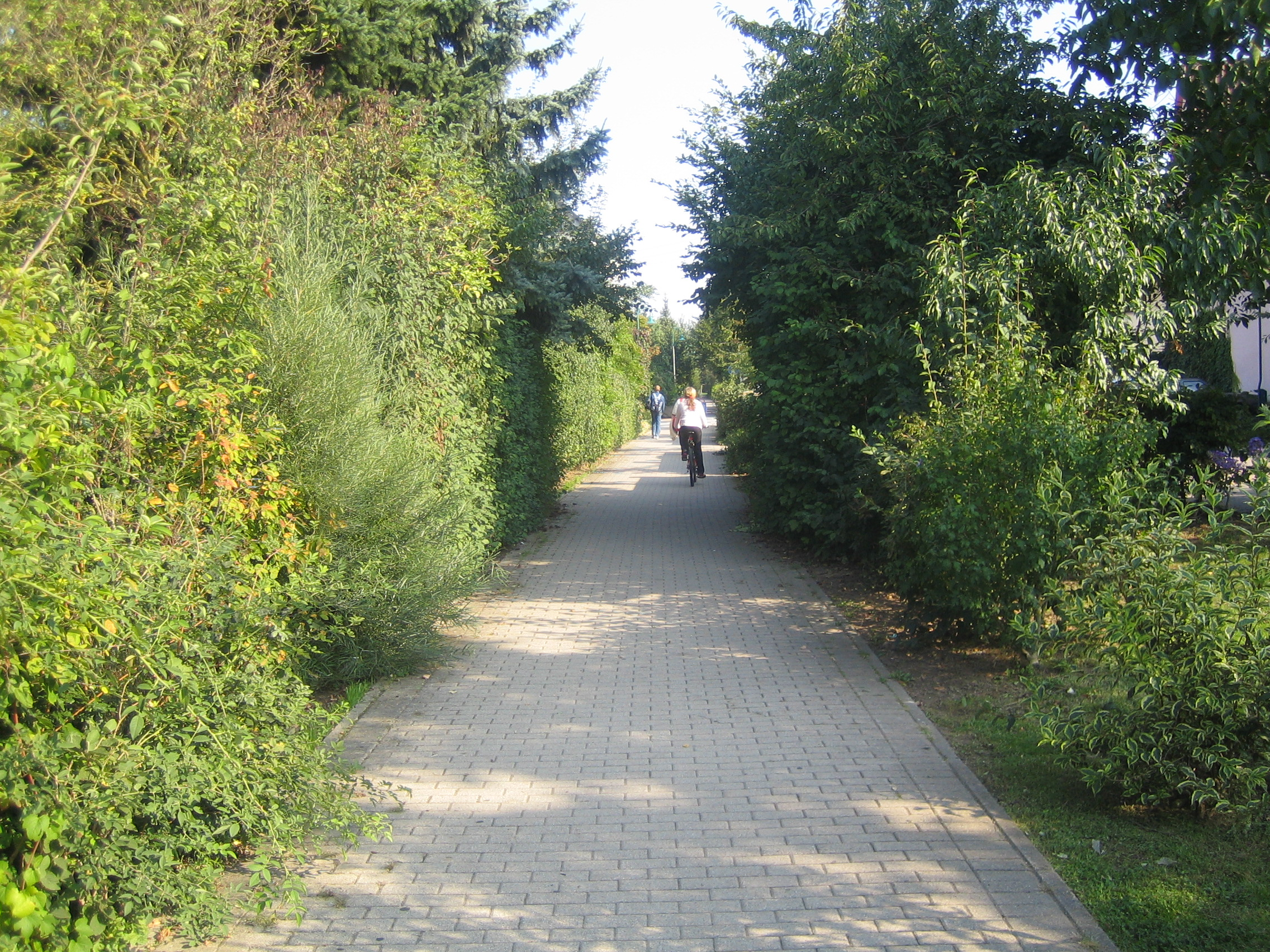
Bahntrassenradweg auf dem stillgelegten Streckenabschnitt Odenheim–Hilsbach

Unmittelbar nach dem Endpunkt Odenheim beginnt nach Überquerung der Straße auf der ehemaligen Bahntrasse ein Radweg. Nur wenige Meter nach dessen Beginn steht immer noch ein Zugsignal, das beim Abbau dieses Streckenabschnitts vergessen worden war. Auf Höhe der nächstgelegenen Straßenkreuzung befand sich der Haltepunkt Odenheim Ost, der von 1975 bis 1986 den Endpunkt der Strecke bildete. Am östlichen Ortsrand von Odenheim fiel die Trasse auf einer Länge von etwa dreihundert Metern der Neutrassierung der Landesstraße 552 zum Opfer. Außerdem hält in Odenheim eine Straße mit dem Namen Alte Bahntrasse die Erinnerung an den stillgelegten Streckenabschnitt wach.
In Tiefenbach wurde die ehemalige Bahntrasse ebenfalls zu einem Radweg umgebaut. Der Eisenbahnviadukt über das Katzbachtal bei Eichelberg ist heute noch erhalten. Er wurde 1988 von der Stadt Östringen mit einem Kostenaufwand von insgesamt 155.000 DM renoviert und ebenso zum Rad- und Wanderweg umfunktioniert. Das Bahnhofsgebäude von Elsenz wurde inzwischen zum Wohnhaus umgebaut, ansonsten ist in Elsenz die Bahntrasse überbaut, jedoch sind in Elsenz noch einige Holzschwellen vorhanden. Zwischen Elsenz und Hilsbach ist sie nahezu komplett in Wiesen und Feldern aufgegangen. Daneben gibt es unter anderem in Tiefenbach und Hilsbach noch weitere kleinere Brücken über Bäche, die inzwischen Wanderwegen dienen.

## Geschichte

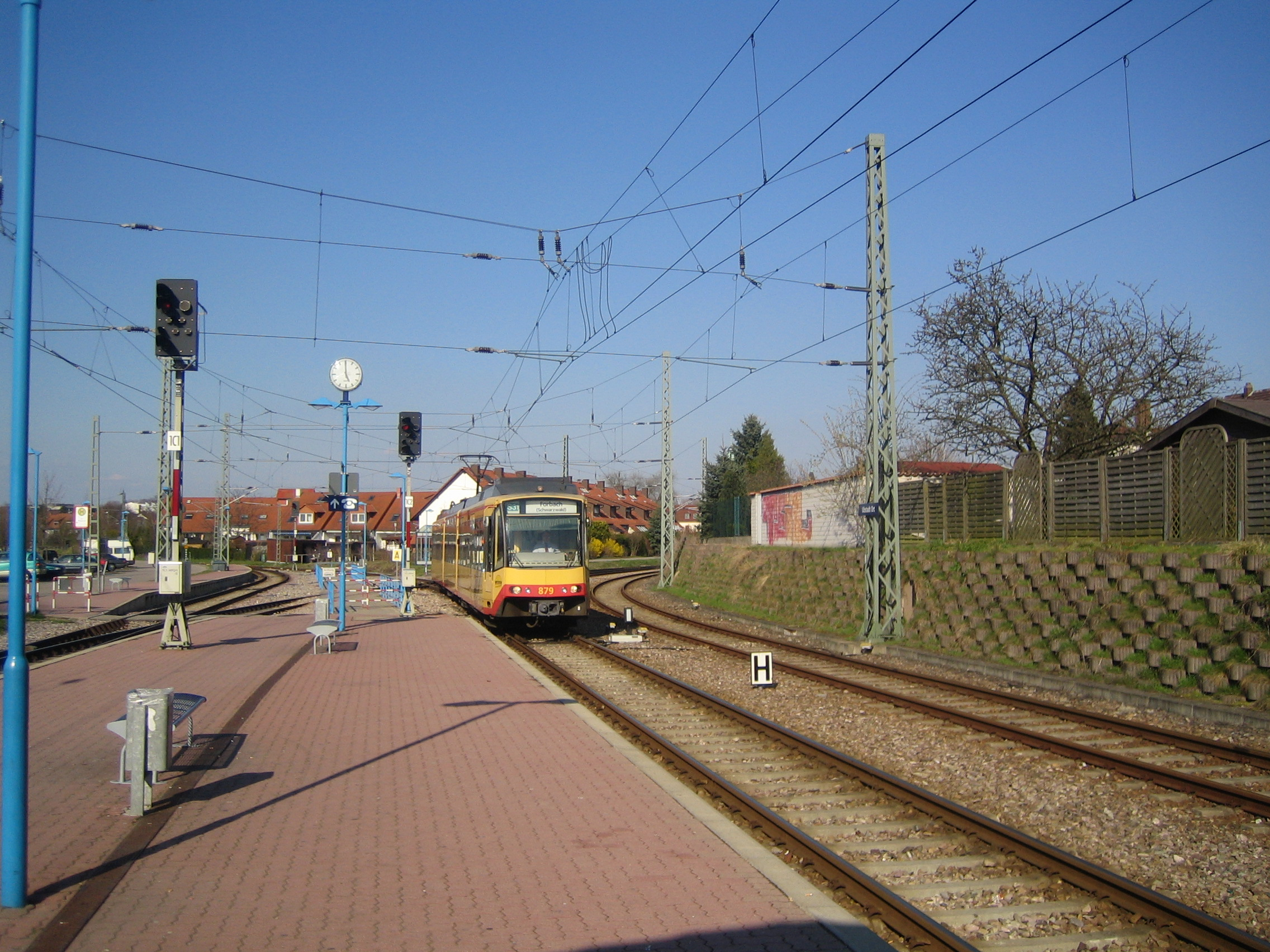
Stadtbahn aus Odenheim bei der Einfahrt in den Bahnhof Ubstadt Ort

### Planung, Bau und Eröffnung der Strecke (1870–1898)
In den 1870er Jahren hatte sich Bruchsal zusammen mit den am Kraichbach gelegenen Orten Ubstadt, Unteröwisheim, Oberöwisheim, Münzesheim und Gochsheim vergeblich um eine Eisenbahnverbindung bemüht.
Mehr als ein Jahrzehnt später ergriff die Stadt im Jahr 1888 zusammen mit den Gemeinden im Kraichbach- und im Katzbachtal selbst die Initiative, eine schmalspurige Nebenbahn mit zwei Ästen zu bauen. In Ubstadt sollte die Verzweigung beginnen. Der nördliche Ast sollte über Odenheim bis nach Elsenz verlaufen, der südliche Ast durch das Kraichbachtal bis nach Gochsheim.
Ursprünglich bis nach Elsenz geplant, entschloss man sich aufgrund des hügeligen Geländes zwischen Odenheim und Elsenz, die Strecke vorerst nur bis Odenheim zu führen. Allerdings entschied man sich nun für die Normalspur.
Am 5. März 1896 wurde die nun so genannte Katzbachbahn von Bruchsal nach Odenheim zusammen mit der Kraichtalbahn Ubstadt Ort–Menzingen eröffnet. Betrieben wurde die Strecke zunächst von der Westdeutschen Eisenbahn-Gesellschaft (WeEG).
In den ersten Betriebsjahren war auf der Strecke im Personenverkehr eine hohe Nachfrage vorhanden, auch der Güterverkehr entwickelte sich positiv. Daher bekamen auch die Gemeinden Tiefenbach, Eichelberg, Elsenz und Hilsbach Interesse daran, an die Bahnstrecke angeschlossen zu werden. Langfristig sollte die Bahnlinie sogar in Richtung Sinsheim verlängert werden.

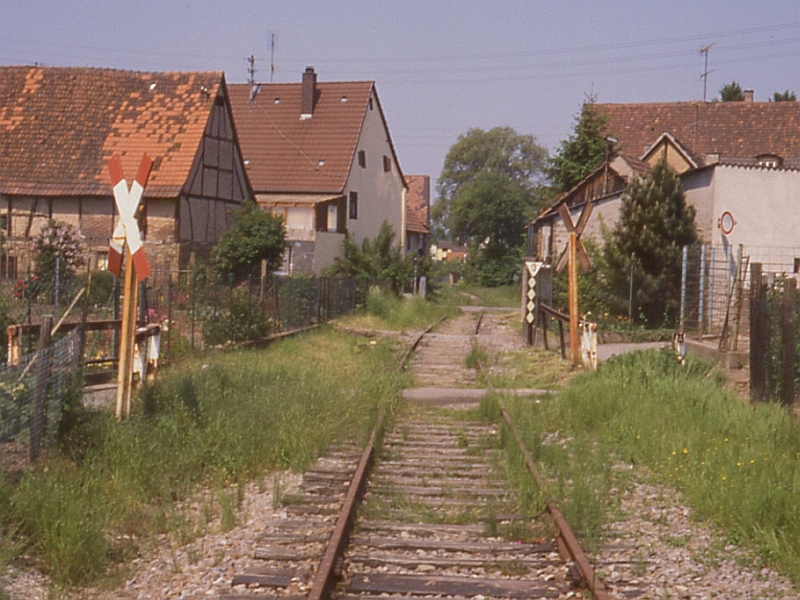
Ehemalige Bahntrasse in Odenheim (1990)

### Die Jahre unter der B.L.E.A.G. (1898–1931)
Im Oktober 1898 übertrug die WeEG die Katzbach- und die Kraichtalbahn an die Tochtergesellschaft Badische Lokal Eisenbahn Aktiengesellschaft (B.L.E.A.G.). Am 7. September 1899 lag dann die Genehmigung für die Streckenverlängerung bis nach Hilsbach vor. Allerdings gestalteten sich die Bauarbeiten sehr schwierig, da das dortige Gelände deutlich hügeliger als das zwischen Bruchsal und Odenheim war. So bestand allein zwischen Tiefenbach und Elsenz ein Höhenunterschied von rund siebzig Metern. Deshalb musste zum Beispiel zwischen Eichelberg und Elsenz ein dreibogiges Viadukt gebaut werden. Außerdem mussten eigens für die Streckenverlängerung in Odenheim einige Reihenhäuser abgebrochen werden.
Am 3. September 1900 wurde die Katzbachbahn dann von Odenheim bis Hilsbach verlängert; die Pläne, die Strecke auch weiter nach Sinsheim zu führen, wurden allerdings nicht mehr in die Tat umgesetzt. Die Kraichtal- und die Katzbachbahn waren in den ersten Jahren des zwanzigsten Jahrhunderts unter den von der B.L.E.A.G. betriebenen Strecken sogar die beiden rentabelsten.
Nach dem Ersten Weltkrieg gerieten beide Bahnstrecken allerdings in eine Krise, da der B.L.E.A.G. die finanziellen Mittel zur Instandhaltung ihrer Strecken ausgegangen waren. Nachdem der Kreis Karlsruhe sich allerdings bereit erklärt hatte, seinen Anteil zum Erhalt verschiedener B.L.E.A.G.-Strecken beizutragen, waren die Strecken vorübergehend gerettet. In den Folgejahren normalisierte sich der Betrieb. 1931 musste die B.L.E.A.G. im Zuge der Weltwirtschaftskrise allerdings Konkurs melden.

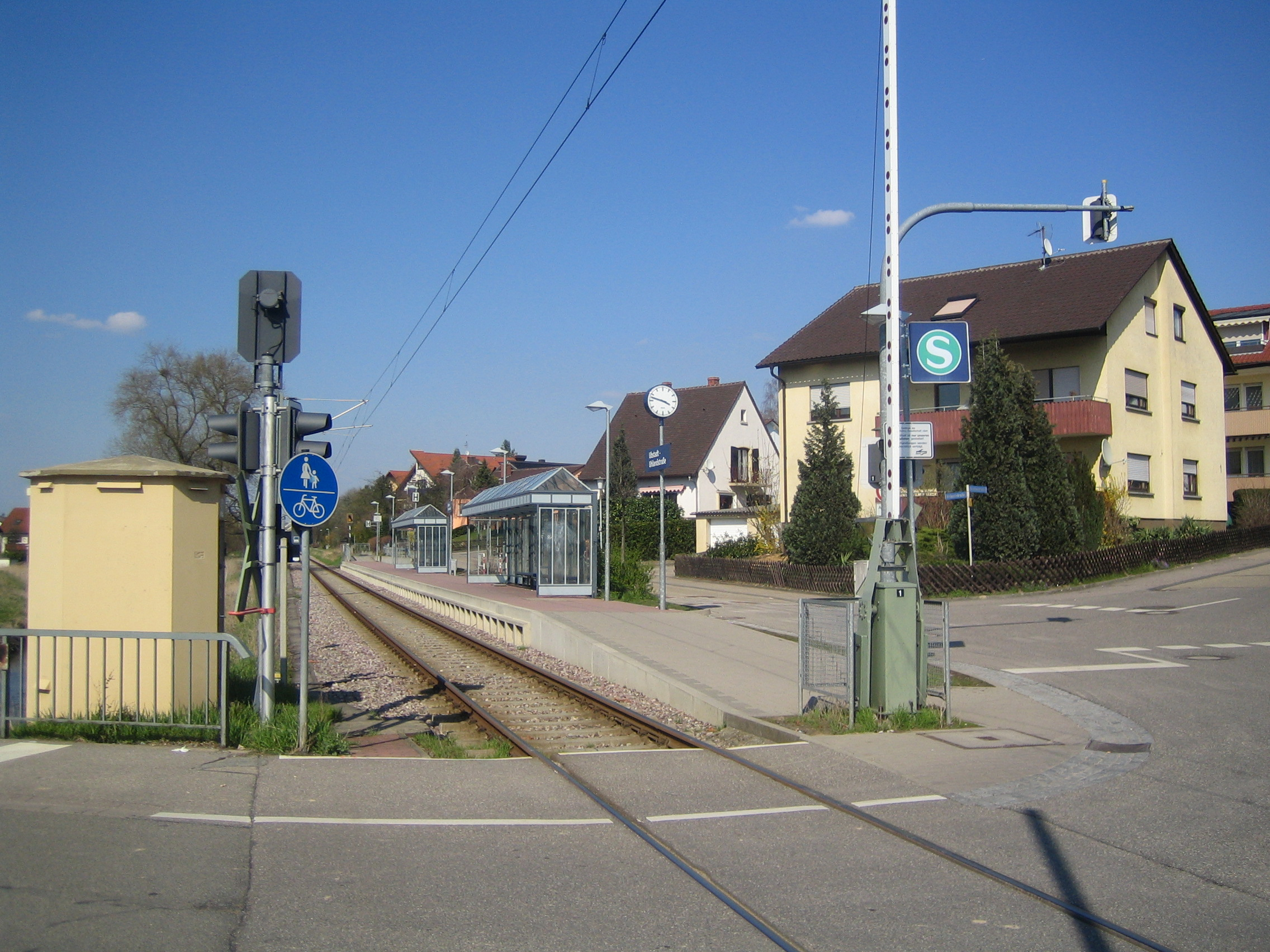
Haltepunkt Ubstadt Uhlandstraße

### Die Jahre unter der DEBG (1932–1963)
Im Zuge des Konkurses der B.L.E.A.G. wurden sowohl die Kraichtal- als auch die Katzbachbahn am 1. Januar 1932 von der Deutschen Eisenbahn-Betriebsgesellschaft AG (DEBG) übernommen. Der DEBG gelang es zunächst, die beiden Strecken, die von der Weltwirtschaftskrise in Mitleid gezogen worden waren, wieder voranzubringen.
Der Ausbruch des Zweiten Weltkrieges führte dazu, dass die Fahrgastzahlen deutlich anstiegen, da der Individualverkehr kriegsbedingt eingeschränkt werden musste. Wegen Kampfhandlungen musste der Betrieb jedoch am 2. April 1945 eingestellt werden. Im Gegensatz zu vielen anderen Bahnstrecken hielten sich die Kriegsschäden auf den beiden Strecken in Grenzen. So konnte der Betrieb zwischen Bruchsal und Odenheim am 7. Juni 1945 wieder aufgenommen werden, zwei Wochen später war er auch wieder bis Hilsbach möglich.
Ab Mitte der 1950er Jahre wurden auf der Strecke die Dampfloks und Personenwagen, die zum Teil bis zu fünfzig Jahre alt gewesen waren, allmählich durch Dieselbetrieb ersetzt. So schaffte die DEBG 1955 eine Diesellokomotive und 1956 sechs ehemalige Dieseltriebwagen der DB aus den Jahren 1936 und 1937 an. Allerdings beantragte die DEG am 7. Juli 1958 die Stilllegung aller Bahnen in Süddeutschland, die sich in ihrem Besitz befanden. Vor allem das Land Baden-Württemberg leistete dagegen jedoch Widerstand.

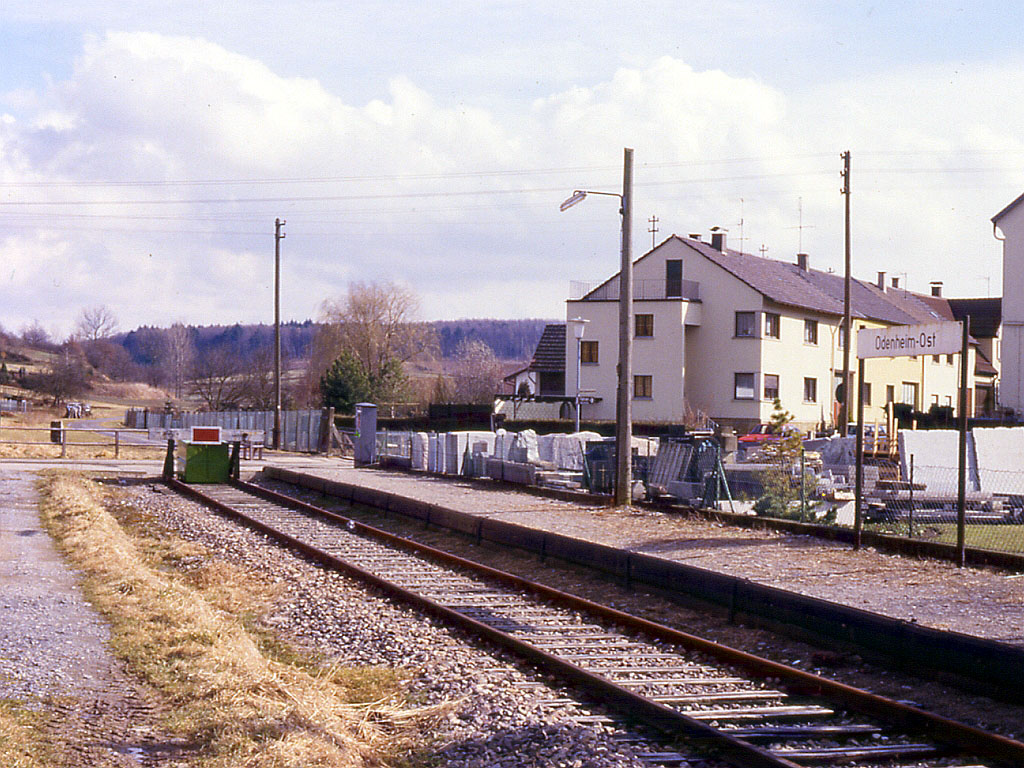
Haltepunkt Odenheim Ost im Jahr 1986

Vor allem zwischen Tiefenbach und Hilsbach ging die Nachfrage sowohl im Personen- als auch im Güterverkehr in den Nachkriegsjahren sehr stark zurück. Am 1. Oktober 1960 wurde daher der Abschnitt Tiefenbach-Hilsbach im Personenverkehr stillgelegt, zwölf Tage später nach einer Entgleisung auch im Güterverkehr. Der schwache Oberbau ließ den weiteren Betrieb nicht mehr sinnvoll erscheinen, und in den Folgejahren wurden die Schienen auf diesem Abschnitt abgebaut.

### Die Jahre unter der SWEG (1963–1994)
Die DEBG trat am 1. Mai 1963 beide Strecken an die Südwestdeutsche Eisenbahngesellschaft mbH (SWEG) ab. Die SWEG war am 10. Dezember 1962 vom Land Baden-Württemberg gegründet worden, um verschiedene Privatbahnen vor der Stilllegung zu bewahren. Die SWEG war bemüht, die Strecke zu modernisieren. So wurden die noch verbliebenen Dampfzüge in der Folgezeit vollständig durch Dieseltriebwagen ersetzt. Außerdem führte sie Verbesserungen am Oberbau durch, wodurch sich auch die Fahrzeiten deutlich verkürzten. So dauerte eine Fahrt von Bruchsal nach Tiefenbach nur noch 39 Minuten gegenüber vorher 48 Minuten.
1968 wurde außerdem im Osten von Odenheim der Haltepunkt Odenheim Ost in Betrieb genommen. Weitere zusätzliche Halte, die auf der Katzbachbahn in den Folgejahren eingerichtet worden waren, waren Ubstadt Nord (ab Mitte der neunziger Jahre: Ubstadt Uhlandstraße), der vor allem zur Erschließung des Schulzentrums in Ubstadt diente, Zeutern Ost und Odenheim Weberei (ab 1977: Odenheim West).

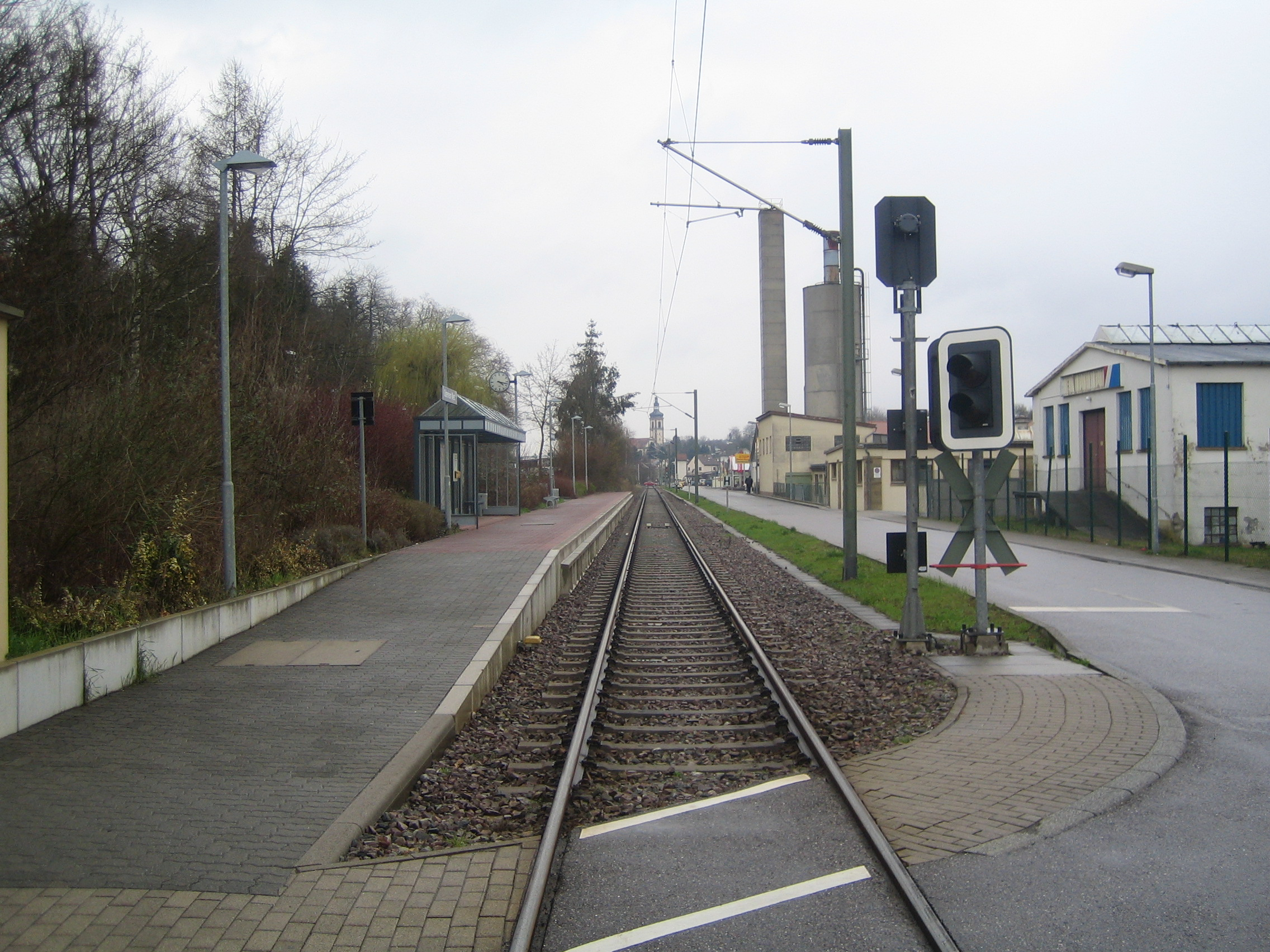
Haltepunkt Odenheim West

Am 31. Januar 1975 wurde dann der Abschnitt Odenheim Ost–Tiefenbach stillgelegt. Der erst 1968 eingerichtete Haltepunkt Odenheim Ost wurde somit zum neuen Endpunkt der Strecke. Waren bei der Eröffnung des Haltepunktes zwei Bahnsteige errichtet worden, die jeweils beidseitig zu einer Straßenkreuzung angelegt worden waren, so wurde der hintere Bahnsteig Richtung Tiefenbach aufgelassen und der verbliebene mit einem Prellbock versehen.
Ab Oktober 1981 kamen auf der Katzbachbahn verstärkt Dieseltriebwagen des Typs NE 81 zum Einsatz, die von der Waggon Union gebaut worden waren. Allerdings war die Strecke trotz der Modernisierungsmaßnahmen der SWEG immer mehr von der Gesamtstilllegung bedroht. Am 1. Juni 1986 kam schließlich auch das Aus für den Abschnitt Odenheim Bahnhof–Odenheim Ost.

### Übernahme durch die AVG und Ausbau zur Stadtbahn (seit 1994)
Um sowohl Katzbach- als auch die benachbarte Kraichtalbahn vor der Gesamtstilllegung zu bewahren, übernahm die Albtal-Verkehrs-Gesellschaft (AVG) im Jahr 1994 beide Strecken von der SWEG. Zunächst wurden die Dieseltriebwagen, unter anderem auch jene vom Typ NE 81, die zuletzt unter Regie der SWEG verkehrten, übernommen. Im Zuge der Gründung des Karlsruher Verkehrsverbundes (KVV) erhielt die Katzbachbahn die Bezeichnung R31.

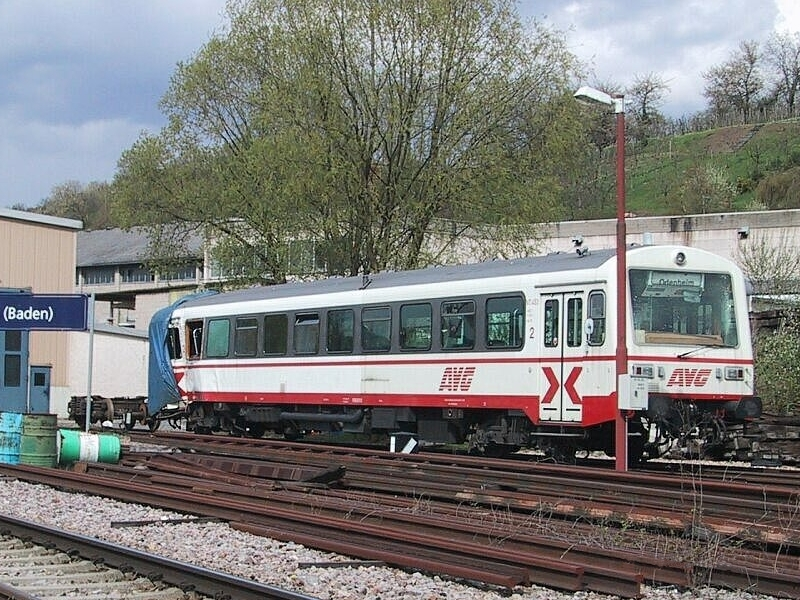
Am Unfall von 1998 beteiligter NE 81

Nachdem die AVG den zuletzt unter der SWEG existierenden Fahrplan übernommen hatte, verbesserte sie ihn ein halbes Jahr später und führte dabei auch einen Taktfahrplan ein; ein solcher hatte vorher nicht existiert. Mit der Übernahme durch die AVG wurde gleichzeitig ein Ausbau der Strecke zur Stadtbahn beschlossen. Nachdem auf der Kraichtalbahn bereits 1996 der Stadtbahnbetrieb eröffnet worden war, gab es für die Katzbachbahn nochmals einige Verbesserungen im Fahrplan, da von nun an mehr Wagenmaterial zur Verfügung stand. Außerdem waren im Zusammenhang mit der Betriebsaufnahme auf der Kraichtalbahn zwischen dem Bahnhof Bruchsal und dem Bahnhof Ubstadt Ort mit Bruchsal Schloßgarten und Bruchsal Stegwiesen zwei neue Haltepunkte in Betrieb genommen worden, an denen nun auch die Züge der Katzbachbahn hielten. Im Sommer 1998, wenige Monate vor Aufnahme des Stadtbahnbetriebes, stießen zwei Dieseltriebwagen (AVG VT 453 und VT 454) in Zeutern zusammen, da einer der Fahrer ohne Erlaubnis in einen eingleisigen Abschnitt eingefahren war.

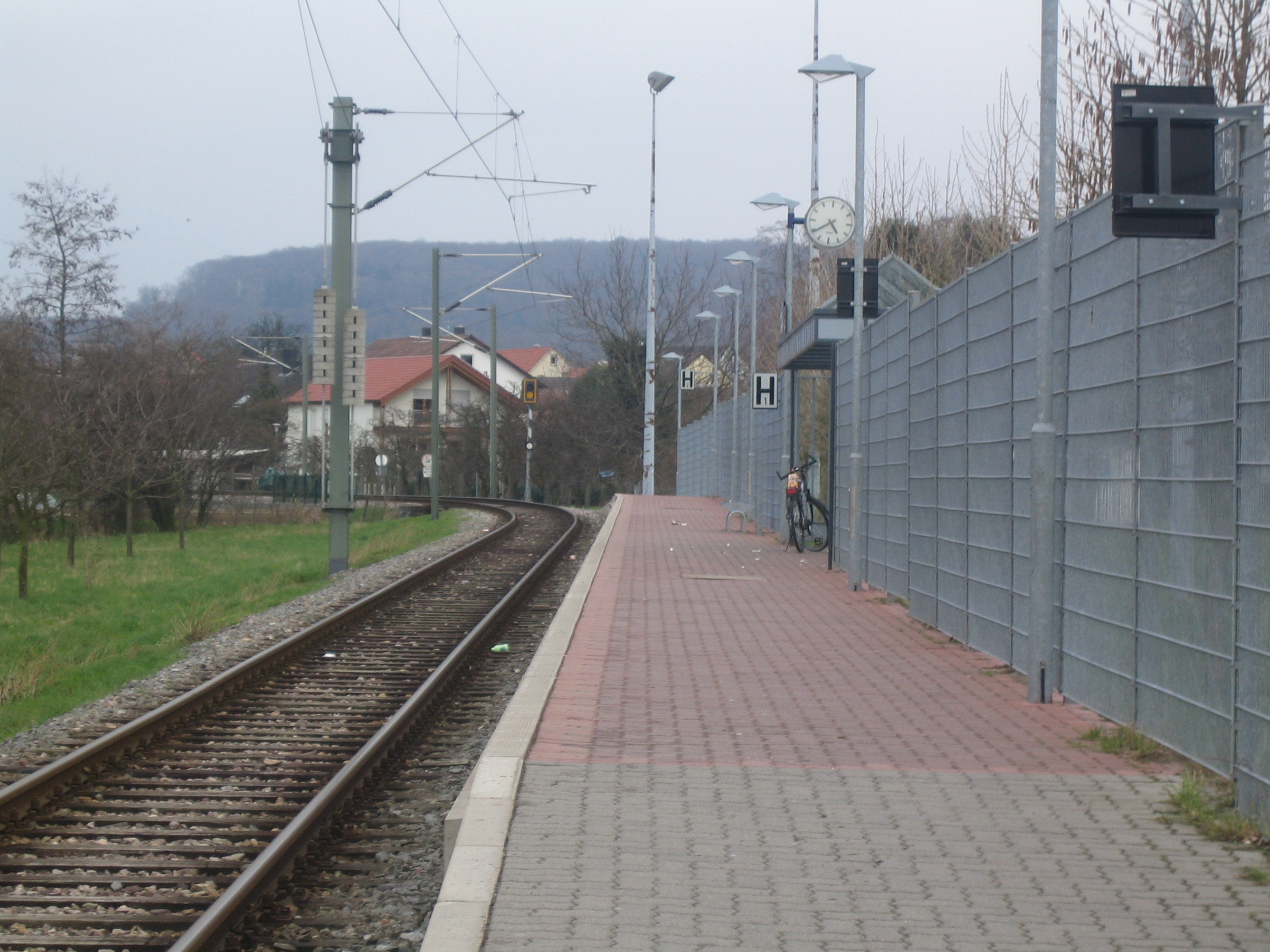
Haltepunkt Zeutern Sportplatz

Am 26. September 1998 fand die Eröffnung des Stadtbahnbetriebes auf der Katzbachbahn statt, die daraufhin als Linie S31 in das Netz der Karlsruher Stadtbahn integriert wurde. Bereits zwei Wochen zuvor wurden auf der Strecke Stadtbahnwagen im Schülerverkehr eingesetzt. Mit der Stadtbahneröffnung wurde mit Zeutern Sportplatz auch ein neuer Haltepunkt in Betrieb genommen. Vor allem der Bahnhof Odenheim wurde für den Stadtbahnbetrieb komplett umgebaut: Das Bahnhofsgebäude wurde abgerissen und eine Wagenhalle entstand.
Da zum Zeitpunkt der Streckeneröffnung noch nicht genügend Stadtbahnwagen vorhanden waren, musste zunächst für ein Zugpaar noch ein Dieseltriebwagen angeschafft werden, ein Esslinger Triebwagen von der SWEG, der nach einigen Jahren durch Stadtbahnwagen ersetzt werden konnte.
Am 11. März 2025 kam es bei Zeutern zu einem Unfall an einem Bahnübergang, bei welchem ein Tanklaster mit einer Stadtbahn kollidierte. Es kamen drei Menschen ums Leben. Als Folge des Unfalls war die Katzbachtalbahn zwischen Zeutern und Odenheim zwölf Tage lang gesperrt.

## Betrieb

### Fahrplan

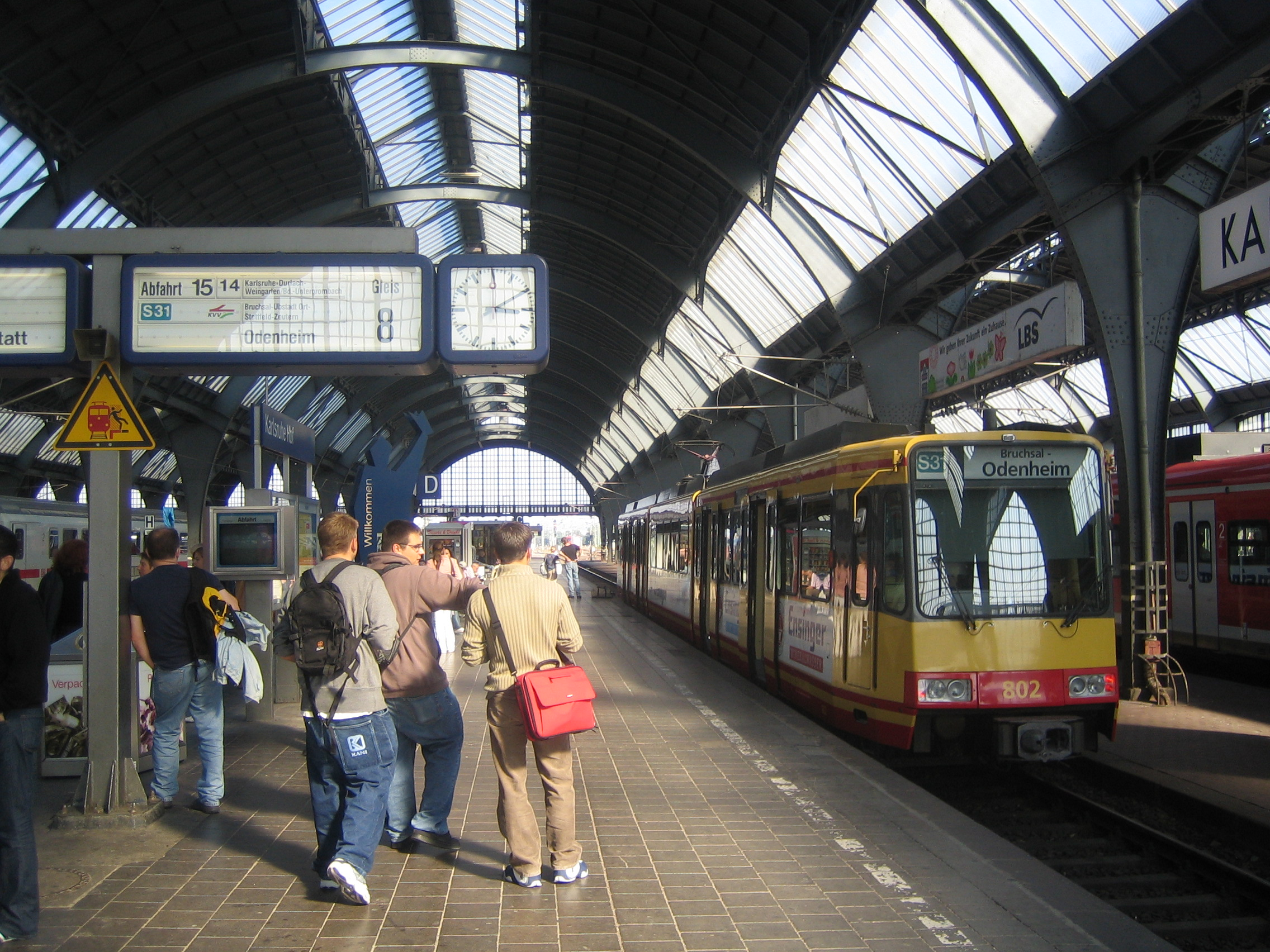
Stadtbahn nach Odenheim im Karlsruher Hauptbahnhof

Die Katzbachbahn wird von den Linien S31 (Karlsruhe Hbf–Odenheim) und S32 (Karlsruhe–Menzingen) der Stadtbahn Karlsruhe bedient. Die Zugteile nach Odenheim und Menzingen verkehren ab Karlsruhe Hbf vereinigt und werden in Ubstadt Ort geflügelt; der Zugteil in Richtung Menzingen geht dort auf die Kraichtalbahn über. In den Hauptverkehrszeiten fahren die Züge im 20-Minuten-Takt, ansonsten in der Regel im 20-/40-Minuten-Takt. Kreuzungsmöglichkeiten bestehen in Ubstadt Ort, Stettfeld, Zeutern und Odenheim, wobei tatsächliche Zugkreuzungen hauptsächlich in Zeutern stattfinden und in Stettfeld eher selten sind. Alle anderen Haltepunkte auf der Katzbachbahn sind Bedarfshalte. Zum Einsatz kommen Zweisystem-Stadtbahnwagen der Typen GT8-100C/2S und GT8-100D/2S-M. Auf der gesamten Strecke gilt der Tarif des Karlsruher Verkehrsverbundes (KVV) sowie der bwtarif.

### Bahnsteige und Bahnhofsgebäude
Im Bahnhof Bruchsal sowie auf allen Unterwegshalten von Ubstadt Uhlandstraße bis Odenheim Bahnhof – mit Ausnahme von Zeutern Bahnhof – haben die Bahnsteige eine Höhe von 55 Zentimetern, auf den übrigen Stationen Bruchsal Schloßgarten, Bruchsal Stegwiesen, Ubstadt Ort und Zeutern Bahnhof sind es nur 38 Zentimeter.
Mit dem Ausbau zur Stadtbahn wurde das Bahnhofsgebäude von Odenheim abgerissen. Das von Zeutern ist erhalten geblieben und wird heute als Wohnhaus genutzt, in Stettfeld wurden der alte Bahnsteig und die Güterladerampe nebst Güterschuppen abgerissen und das Bahnhofsgebäude in eine größere Wohnanlage einbezogen.